# 1286
- Wikisource

| Calendário gregoriano                                                        | 1286 MCCLXXXVI                                       |
| Ab urbe condita                                                              | 2039                                                 |
| Calendário arménio                                                           | 735 – 736                                            |
| Calendário bahá'í                                                            | -558 – -557                                          |
| Calendário budista                                                           | 1830                                                 |
| Calendário chinês                                                            | 3982 – 3983 Início a 26 de janeiro (aproximadamente) |
| Calendário copta                                                             | 1002 – 1003                                          |
| Calendário etíope                                                            | 1278 – 1279                                          |
| Calendários hindus - Vikram Samvat - Calendário nacional indiano - Cáli Iuga | 1341 – 1342 1207 – 1208 4386 – 4387                  |
| Calendário Holoceno                                                          | 11286                                                |
| Calendário islâmico                                                          | 685 – 686                                            |
| Calendário judaico                                                           | 5046 – 5047                                          |
| Calendário persa                                                             | 664 – 665                                            |
| Calendário rúnico                                                            | 1536                                                 |
| Calendário solar tailandês                                                   | 1829                                                 |

1286 (MCCLXXXVI, na numeração romana) foi um ano comum do século XIII do Calendário Juliano, da Era de Cristo, e a sua letra dominical foi F (52 semanas), teve início a uma terça-feira e terminou também a uma terça-feira.
No reino de Portugal estava em vigor a Era de César que já contava 1324 anos.
| Ano completo                       |
| ---------------------------------- |
| Ano comum com início à terça-feira |

## Mortes
- 19 de Março - Rei Alexandre III da Escócia, num acidente de cavalo.
- Pedro Anes Gago de Riba de Vizela, Teve a tenência de Traserra, de Lafões, da Beira e da Covilhã (n. 1240).